# Tamil (pueblo)
Los tamiles (en tamil: தமிழர், tamiḻar [t̪amiɻaɾ]) es un grupo étnico nativo del estado de Tamil Nadu, en la India, y de la región nororiental de Sri Lanka. Idioma principal es la lengua tamil, y su historia se remonta de dos milenios atrás. En la actualidad, su número total se eleva a 77 millones de personas, de los cuales 60 millones habitan en la India, tres millones en Sri Lanka, casi un millón y medio en Malasia, y el resto se encuentran dispersos por otros países, entre los que destacan Canadá, Sudáfrica, Singapur, Birmania, Reino Unido y Guyana. 
La mayoría profesan el hinduismo aunque hay minorías jainas, musulmanas, budistas y cristianas.

## Situación política

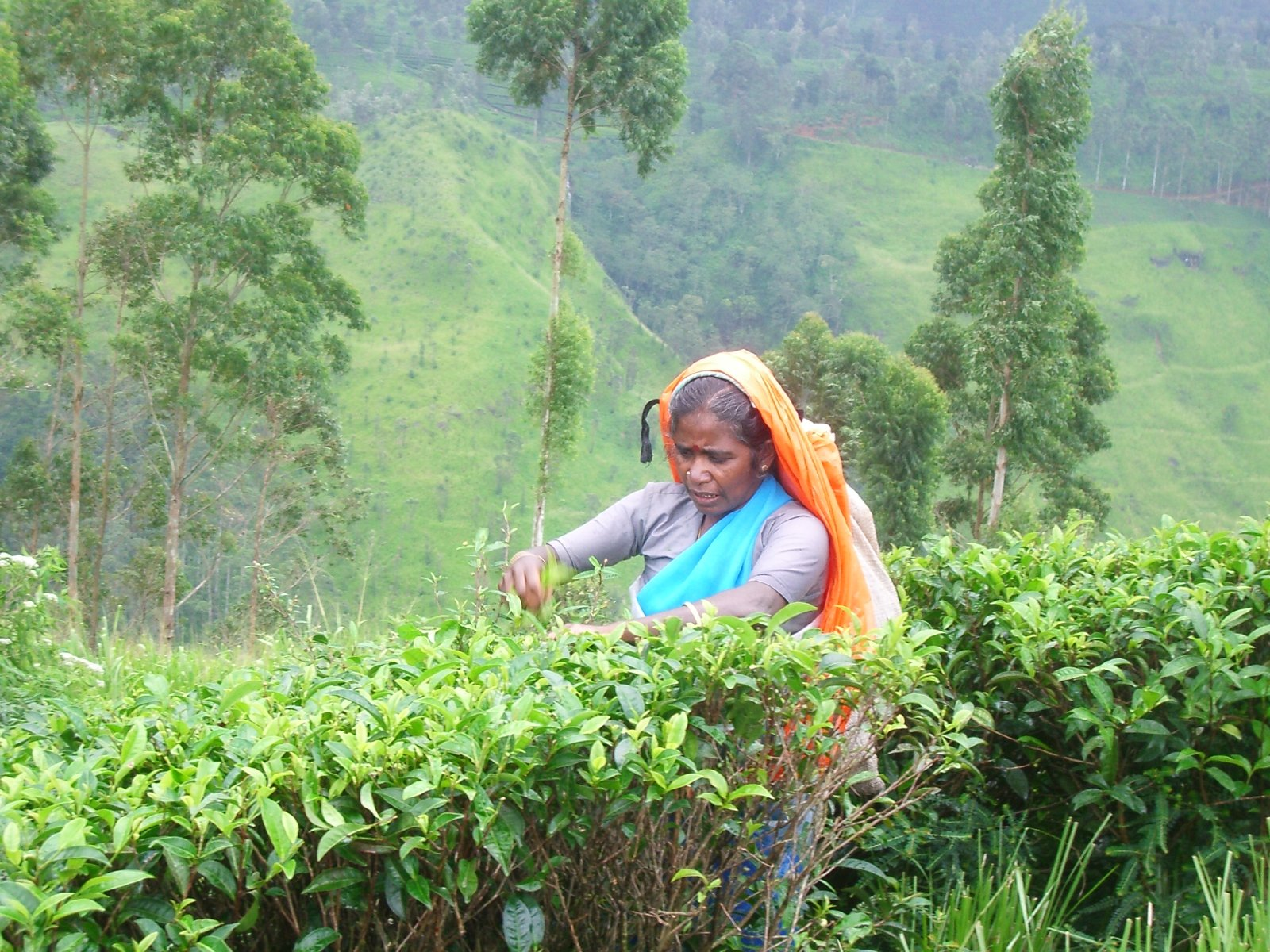
Mujer tamil recolectora de té de Sri Lanka.

Únicamente entre el siglo IX y el siglo XI, bajo la Dinastía chola, los tamiles estuvieron unificados en un mismo Estado. Las instituciones nacionales más importantes para los tamiles han sido los gobiernos de los países donde viven, particularmente el gobierno de Tamil Nadu y el gobierno de Sri Lanka, que han colaborado en desarrollar terminología técnica y científica en tamil y promover su uso desde los años cincuenta. 
La política en Tamil Nadu está dominada por el Movimiento del Amor Propio (también llamado el Movimiento Dravidiano), fundado por E. V. Ramasami, conocido popularmente como Periyar, para promover amor propio y el racionalismo, y para luchar contra el sistema de castas y contra la opresión de las castas más bajas. Cada partido político importante en Tamil Nadu basa su ideología en el Movimiento del Amor Propio, y los partidos políticos indios desempeñan un papel muy pequeño en la política tamil.
En Sri Lanka, la política tamil estuvo dominada por los movimientos de federalistas, conducidos por el Partido Federal (más adelante el Frente Unido Tamil de la Liberación), hasta comienzos de los años ochenta. En los años ochenta, el movimiento político fue sustituido en gran parte por acciones armadas conducidas por varios grupos militantes. Los Tigres Tamiles de la Liberación del Eelam (LTTE) emergieron como la fuerza más importante entre estos grupos en los años noventa. Considerado un grupo terrorista por la Unión Europea, fue derrotado por las fuerzas gubernamentales en mayo de 2009.
Desde 1960 se reúne periódicamente la Conferencia Mundial Tamil. En 1999, fue conformada la Confederación Mundial Tamil para proteger y fomentar la cultura propia entre los tamiles en diversos países. La Confederación ha adoptado el himno tamil y una bandera con el lema «Quienquiera que sea nuestro pariente... donde quiera que esté nuestro hogar», tomado de un poema del poeta clásico Kanian Poongundranaar.